# دانيال ديفيد
دانيال ديفيد (بالإنجليزية: Daniel David)‏ هو عالم نفس أمريكي، ولد في 23 نوفمبر 1970.